# Xã Center, Quận Mercer, Ohio
Xã Center (tiếng Anh: Center Township) là một xã thuộc quận Mercer, tiểu bang Ohio, Hoa Kỳ. Năm 2010, dân số của xã này là 1.086 người.